# Gran Premio del Canada 2008
Il Gran Premio del Canada 2008 si è svolto l'8 giugno sul Circuito di Montréal a Montréal.

## Prove
Nella prima sessione del venerdì si è avuta questa situazione:
| Pos | Nome              | Squadra/Motore   | Tempo    |
| --- | ----------------- | ---------------- | -------- |
| 1   | Felipe Massa      | Ferrari          | 1'17"553 |
| 2   | Robert Kubica     | BMW Sauber       | 1'17"809 |
| 3   | Heikki Kovalainen | McLaren-Mercedes | 1'18"133 |

Nella seconda sessione del venerdì si è avuta questa situazione:
| Pos | Nome           | Squadra/Motore   | Tempo    |
| --- | -------------- | ---------------- | -------- |
| 1   | Lewis Hamilton | McLaren-Mercedes | 1'15"752 |
| 2   | Robert Kubica  | BMW Sauber       | 1'16"023 |
| 3   | Kimi Räikkönen | Ferrari          | 1'16"093 |

Nella sessione del sabato mattina si è avuta questa situazione:
| Pos | Nome           | Squadra/Motore   | Tempo    |
| --- | -------------- | ---------------- | -------- |
| 1   | Nico Rosberg   | Williams-Toyota  | 1'16"555 |
| 2   | Kimi Räikkönen | Ferrari          | 1'16"589 |
| 3   | Lewis Hamilton | McLaren-Mercedes | 1'16"725 |

Nel corso di quest'ultima sessione, nei minuti finali, entrambi i piloti della Scuderia Toro Rosso sono stati coinvolti in incidenti. Sebastian Vettel ha danneggiato la vettura in modo da non potere prendere parte alla sessione di qualifica, mentre Sébastien Bourdais è stato costretto a sostituire il cambio, ricevendo una penalità di cinque posizioni rispetto al risultato delle qualifiche.

## Qualifiche
Nella sessione di qualificazione si è avuta questa situazione:
| Pos | N  | Nome                 | Squadra/Motore      | Q 1         | Q 2      | Q 3         | Griglia |
| --- | -- | -------------------- | ------------------- | ----------- | -------- | ----------- | ------- |
| 1   | 22 | Lewis Hamilton       | McLaren-Mercedes    | 1'16"909    | 1'17"034 | 1'17"886    | 1       |
| 2   | 4  | Robert Kubica        | BMW Sauber          | 1'17"471    | 1'17"679 | 1'18"498    | 2       |
| 3   | 1  | Kimi Räikkönen       | Ferrari             | 1'17"301    | 1'17"364 | 1'18"735    | 3       |
| 4   | 5  | Fernando Alonso      | Renault             | 1'17"415    | 1'17"488 | 1'18"746    | 4       |
| 5   | 7  | Nico Rosberg         | Williams-Toyota     | 1'17"991    | 1'17"891 | 1'18"844    | 5       |
| 6   | 2  | Felipe Massa         | Ferrari             | 1'17"231    | 1'17"353 | 1'19"048    | 6       |
| 7   | 23 | Heikki Kovalainen    | McLaren-Mercedes    | 1'17"287    | 1'17"684 | 1'19"089    | 7       |
| 8   | 3  | Nick Heidfeld        | BMW Sauber          | 1'18"082    | 1'17"781 | 1'19"633    | 8       |
| 9   | 17 | Rubens Barrichello   | Honda               | 1'18"256    | 1'18"020 | 1'20"848    | 9       |
| 10  | 10 | Mark Webber          | Red Bull-Renault    | 1'17"582    | 1'17"523 | Senza tempo | 10      |
| 11  | 12 | Timo Glock           | Toyota              | 1'18"321    | 1'18"031 |             | 11      |
| 12  | 8  | Kazuki Nakajima      | Williams-Toyota     | 1'17"638    | 1'18"062 |             | 12      |
| 13  | 9  | David Coulthard      | Red Bull-Renault    | 1'18"168    | 1'18"238 |             | 13      |
| 14  | 11 | Jarno Trulli         | Toyota              | 1'18"039    | 1'18"327 |             | 14      |
| 15  | 6  | Nelson Piquet        | Renault             | 1'18"505    | 1'18"393 |             | 15      |
| 16  | 14 | Sébastien Bourdais   | Toro Rosso-Ferrari  | 1'18"916    |          |             | 20*     |
| 17  | 20 | Adrian Sutil         | Force India-Ferrari | 1'19"108    |          |             | 16      |
| 18  | 21 | Giancarlo Fisichella | Force India-Ferrari | 1'19"165    |          |             | 17      |
| 19  | 16 | Jenson Button        | Honda               | 1'23"565    |          |             | 18      |
| 20  | 15 | Sebastian Vettel     | Toro Rosso-Ferrari  | Senza tempo |          |             | 19      |

- Sebastian Vettel non ha preso parte alla sessione di qualifiche a causa dei danni riportati dalla sua vettura a seguito dell'incidente nella sessione di sabato mattina[4].
- Jenson Button è rimasto vittima di problemi al cambio, che non gli hanno consentito di effettuare più di un giro valido[4].
- Mark Webber è andato in testacoda nella parte finale del periodo Q2, urtando il muretto. Pur essendo arrivato fra i primi dieci, non ha quindi preso parte al periodo Q3[4].
- Sébastien Bourdais è stato penalizzato di cinque posizioni in griglia a seguito della sostituzione del cambio, operata dopo l'incidente del sabato mattina[6].

## Gara
Hamilton al via mantiene la posizione, seguito da Kubica, Räikkönen e Rosberg, che passa Alonso, unico avvicendamento nelle prime posizioni. Hamilton prova subito la fuga: dopo dieci tornate il suo vantaggio è di 5 secondi su Kubica e 9 su Räikkönen; Massa segue da vicino Alonso mentre Kovalainen fatica a contenere Heidfeld. Al 12º giro Piquet in rimonta passa Trulli con un leggero contatto. Räikkönen, mandate in temperatura le gomme, inizia a girare più forte di tutti, portandosi nella scia di Kubica. Al 17º giro entra però in pista la safety-car a causa del ritiro di Sutil, che lascia la macchina con i freni in fiamme lungo il percorso.
Al 19º giro si apre la pitlane e tutti i primi rientrano per rifornire; all'uscita dai box però Kubica e Räikkönen (che avevano passato Hamilton proprio con il pit-stop) si fermano poiché il semaforo è rosso, anomalia del tracciato canadese; Hamilton non se ne avvede e entra nel retro treno del ferrarista, causando il ritiro di entrambi (verrà penalizzato alla fine della gara con dieci posizioni sulla griglia nel GP successivo); anche Rosberg non vede il semaforo e tocca leggermente la vettura di Hamilton: riesce però a proseguire (anche lui verrà penalizzato). Massa, che aveva rifornito subito dopo Raikkonen, deve tornare ai box un giro dopo, perché al primo rifornimento non era stato erogato il carburante a causa di un guasto al bocchettone. Rientrando proprio al momento della ripartenza e scivolando all’ultimo posto staccato dal gruppo. La safety-car rientra e in testa c'è Heidfeld, seguito da Barrichello, Nakajima, Webber, Coulthard, Trulli, Glock e Fisichella; Kubica è decimo, ma è il primo dei piloti che hanno già rifornito, davanti ad Alonso, Piquet e Kovalainen. Heidfeld allunga su Barrichello che fa da tappo al resto del plotone.
Al 28º giro Piquet si gira alla curva tre, riesce a evitare il muro e riparte staccato. Heidfeld si ferma al 29º giro, imbarcando la benzina necessaria per arrivare alla fine; rientra davanti al compagno di squadra. Kubica lo passa all’inizio del 31 esimo giro senza avere opposizione, nel momento in cui anche Webber rifornisce.
A metà gara la situazione è la seguente: Barrichello in testa, poi Coulthard, Trulli, Glock, Vettel, Kubica, Heidfeld e Alonso; Massa, in rimonta nelle retrovie passa Webber. Barrichello rifornisce a metà gara, seguito da Coulthard un paio di giri dopo; lo scozzese rientra in pista dietro Heidfeld e Alonso. Ora a guidare la corsa sono le due Toyota, partite con un elevato carico di benzina. 39º giro: Trulli si ferma ai box; Massa supera Nakajima e Button ed è ottavo. Glock fa da tappo a Kubica fino al 42º giro, quando si ferma per rifornire; il polacco diventa leader con 11”5 sul compagno. In pochi giri Kubica più che raddoppia il margine sfruttando la lotta tra Heidfeld e Alonso; lo spagnolo si infila al tornantino e vien ripassato in uscita ma al 45º giro perde il controllo della vettura, forse anche a causa di un problema al cambio, e va a muro alla curva sette. La pista è molto sporca con tanti marbles fuori traiettoria che rendono difficile la vita un po’ a tutti. Al 49º giro Kubica effettua la seconda sosta e rientra davanti ad Heidfeld, con Coulthard comodamente terzo. Alle spalle dei primi tre Barrichello cerca di resistere a Kovalainen e Massa.
Al 51º giro lo scambio di posizioni più spettacolare della gara: il finlandese attacca il pilota della Honda al tornante dell'Epingle, ma entrambi finiscono per allargare la traiettoria e Massa li infila entrambi all'interno; ora il ferrarista è in quarta posizione a 8 secondi da Coulthard. Al 53º giro però Massa (come Kovalainen) si ferma nuovamente ai box e deve dare l'addio al podio, mentre Barrichello torna al quarto posto. Al 59º giro il brasiliano sbaglia alla prima chicane e viene passato da Glock e Trulli. Al 61º giro Rosberg attacca Vettel all'esterno dell'ultima chicane e viene passato da Kovalainen, che poi va lungo nel giro successivo e gli restituisce la posizione. Al 62º giro Massa passa Barrichello e si porta in sesta posizione, riprendendo subito anche Trulli. Al 67º giro Glock va largo alla seconda curva, rientra in traiettoria ostacolando Trulli, che viene passato da Massa. Nel finale Barrichello resiste stoicamente a Vettel e Kovalainen andando a punti per la seconda gara di fila.
Non succede più niente e Kubica festeggia la prima vittoria in F1 proprio sul circuito dove l'anno precedente aveva rischiato la vita in un terribile incidente. Inoltre, diventa il primo pilota polacco ad avere vinto una gara in Formula 1, oltre a essere proiettato al primo posto nel mondiale piloti, davanti a Massa ed Hamilton. La BMW festeggia anche la prima doppietta in F1, grazie al secondo posto di Heidfeld. Terzo un bravo e fortunato Coulthard, al suo ultimo podio in carriera. Quarto Glock, molto bravo nel gestire al meglio la tattica del singolo pit-stop. Poi Massa, grande rimonta, malgrado il problema alla pompa della benzina al pit-stop, che lo ha costretto a ripetere la sosta. Sesto Trulli, seguito da Barrichello e Vettel. Ancora una volta deludente Kovalainen, fuori dalla zona punti.
Questo fu l'ultimo Gran Premio della storia della Formula 1 in cui i tre componenti del podio non erano né sarebbero mai stati campioni del mondo, fino al Gran Premio d'Azerbaigian 2017. In classifica piloti Kubica va al comando con 42 punti, seguito da Massa e Hamilton appaiati a 38. Dietro di loro Räikkönen a 35. In classifica costruttori la Ferrari, a quota 73, vede ridotto il proprio vantaggio sulla BMW, ora a 70 punti. Terza la McLaren, con 53 punti.

### Risultati
I risultati del GP sono stati i seguenti:
| Pos | Nº | Pilota               | Costruttore/Motore  | Giri | Tempo/Ritiro            | Griglia | Punti |
| --- | -- | -------------------- | ------------------- | ---- | ----------------------- | ------- | ----- |
| 1   | 4  | Robert Kubica        | BMW Sauber          | 70   | 1h 36'24"227            | 2       | 10    |
| 2   | 3  | Nick Heidfeld        | BMW Sauber          | 70   | +16"495                 | 8       | 8     |
| 3   | 9  | David Coulthard      | Red Bull-Renault    | 70   | +23"352                 | 13      | 6     |
| 4   | 12 | Timo Glock           | Toyota              | 70   | +42"627                 | 11      | 5     |
| 5   | 2  | Felipe Massa         | Ferrari             | 70   | +43"934                 | 6       | 4     |
| 6   | 11 | Jarno Trulli         | Toyota              | 70   | +47"775                 | 15      | 3     |
| 7   | 17 | Rubens Barrichello   | Honda               | 70   | +53"597                 | 9       | 2     |
| 8   | 15 | Sebastian Vettel     | Toro Rosso-Ferrari  | 70   | +54"120                 | 19      | 1     |
| 9   | 23 | Heikki Kovalainen    | McLaren-Mercedes    | 70   | +54"433                 | 7       |       |
| 10  | 7  | Nico Rosberg         | Williams-Toyota     | 70   | +54"749                 | 5       |       |
| 11  | 16 | Jenson Button        | Honda               | 70   | +1'07"540               | 20      |       |
| 12  | 10 | Mark Webber          | Red Bull-Renault    | 70   | +1'11"299               | 10      |       |
| 13  | 14 | Sébastien Bourdais   | Toro Rosso-Ferrari  | 69   | +1 giro                 | 18      |       |
| Rit | 21 | Giancarlo Fisichella | Force India-Ferrari | 51   | Testacoda               | 17      |       |
| Rit | 8  | Kazuki Nakajima      | Williams-Toyota     | 46   | Collisione con J.Button | 12      |       |
| Rit | 5  | Fernando Alonso      | Renault             | 44   | Incidente               | 4       |       |
| Rit | 6  | Nelson Piquet        | Renault             | 43   | Freni                   | 15      |       |
| Rit | 1  | Kimi Räikkönen       | Ferrari             | 19   | Collisione ai box       | 3       |       |
| Rit | 22 | Lewis Hamilton       | McLaren-Mercedes    | 19   | Collisione ai box       | 1       |       |
| Rit | 20 | Adrian Sutil         | Force India-Ferrari | 13   | Freni                   | 16      |       |

- Nel dopogara i commissari hanno stabilito di penalizzare Lewis Hamilton e Nico Rosberg per l'incidente avvenuto in corsia box, costato il ritiro a Kimi Räikkönen oltre che allo stesso pilota inglese. Entrambi i piloti perderanno dieci posizioni in griglia rispetto al risultato della qualifica del prossimo Gran Premio[8].

## Classifiche Mondiali

### Piloti
| Pos | Pilota             | Punti |
| --- | ------------------ | ----- |
| 1   | Robert Kubica      | 42    |
| 2   | Felipe Massa       | 38    |
| 3   | Lewis Hamilton     | 38    |
| 4   | Kimi Räikkönen     | 35    |
| 5   | Nick Heidfeld      | 28    |
| 6   | Heikki Kovalainen  | 15    |
| 7   | Mark Webber        | 15    |
| 8   | Jarno Trulli       | 12    |
| 9   | Fernando Alonso    | 9     |
| 10  | Nico Rosberg       | 8     |
| 11  | Kazuki Nakajima    | 7     |
| 12  | David Coulthard    | 6     |
| 13  | Timo Glock         | 5     |
| 14  | Sebastian Vettel   | 5     |
| 15  | Rubens Barrichello | 5     |
| 16  | Jenson Button      | 3     |
| 17  | Sébastien Bourdais | 2     |

### Costruttori
| Pos | Team             | Punti |
| --- | ---------------- | ----- |
| 1   | Ferrari          | 73    |
| 2   | BMW Sauber       | 70    |
| 3   | McLaren-Mercedes | 53    |
| 4   | RBR-Renault      | 21    |
| 5   | Toyota           | 17    |
| 6   | Williams-Toyota  | 15    |
| 7   | Renault          | 9     |
| 8   | Honda            | 8     |
| 9   | STR-Ferrari      | 7     |